# خورساتیل
خورساتیل (به لاتین: Khursatil) یک منطقهٔ مسکونی در روسیه است که در داغستان واقع شده‌است.